# Velocitermes heteropterus
Velocitermes heteropterus é uma espécie de cupim pertencente à família Termitidae e subfamília Nasutitermitinae. O nome do gênero, Velocitermes, deriva das pernas longas e finas de seus soldados, o que lhes confere notável agilidade para um cupim. O nome da espécie, heteropterus, significa "asas diferentes", o que é um paradoxo, já que cupins são da ordem Isoptera, que significa "asas iguais".

## Distribuição e Habitat
O grupo Velocitermes é exclusivamente Neotropical, ocorrendo entre 20º N e 30º S. Velocitermes, como delimitado no presente estudo, ocorre apenas na América do Sul, em latitudes inferiores a 30º. Ocorre desde vegetação campestre até floresta pluvial de terra firme, porém há uma maior diversidade de espécies nas savanas do Cerrado e poucas espécies na Amazônia ou Mata Atlântica. Costuma construir ninhos piramidais que podem ser policálicos, ou seja, uma colônia com vários ninhos interconectados. No entanto, também pode ser encontrada em ninhos de outras espécies, como os de Cornitermes spp., modificando o ninho hospedeiro ao construir suas próprias câmaras e galerias.

## Morfologia e Polimorfismo
Uma das características mais marcantes da espécie Velocitermes heteropterus é que os soldados e operários são polimórficos, ou seja, os indivíduos possuem diferentes formas dentro de uma mesma colônia. Em V. heteropterus, existem três tipos de soldados e dois tipos de operários. As fêmeas podem ser operárias grandes, enquanto os machos podem ser operários pequenos ou soldados. Os soldados são diferenciados por tamanho: pequenos, médios e grandes.
A razão para a ocorrência de polimorfismo ainda não foi descoberta por completo devido aos hábitos tímidos da espécie (apresentam hábitos noturnos e passam a maior parte do tempo dentro de seus ninhos ou galerias fechadas). Atualmente, sabe-se mais sobre as diferenças de atividades relacionadas ao tamanho e função, no entanto, ainda existe dúvida em relação, principalmente, às diferenças entre os soldados.

## Comportamento
• Defesa: Os soldados de V. heteropterus, assim como outras espécies da subfamília Nasutitermitinae, possuem um longo e chamativo nariz, que é usado para lançar uma substância pegajosa contra ameaças.
• Alimentação e Forrageamento: A espécie se alimenta de serapilheira e gramíneas mortas. Eles saem para buscar comida à noite e a armazenam dentro de câmaras em seus ninhos. No forrageamento, observa-se um padrão de 8 operárias grandes para cada 1 operário pequeno e 1 soldado (8:1:1).
• Tunelamento: O comportamento de tunelamento é realizado pelos operários. Foi observado que, assim como no forrageamento, as operárias grandes possuem um papel de maior expressividade, construindo túneis mais extensos, enquanto os menores ficam responsáveis por túneis menores e com bifurcações.

## Reprodução
Um fato notável sobre Velocitermes heteropterus é que a partenogênese (quando uma fêmea produz filhotes não estéreis sem acasalar com um macho) foi registrada nesta espécie por Toledo-Lima. Esse fenômeno havia sido inicialmente observado em duas espécies próximas, Velocitermes uniformis e V. melanocephalus, por Stansly & Korman em 1993.